# Maciej Bielecki
Maciej Bielecki (nascido em 19 de maio de 1987) é um ex-ciclista de pista polonês. Competiu representando seu país, Polônia, nos Jogos Olímpicos de Verão de 2008 e 2012, terminando respectivamente em décimo terceiro e décimo lugar na corrida de velocidade.